# Trativod
Trativod je podzemní stavba, sloužící k odvádění nebo vsakování dešťové nebo znečištěné povrchové vody (např. ze septiku). Používá se např. tam, kde odpadní vodu není možné odvádět do kanalizace vzhledem k její absenci.
Trativod u budov je obvykle proveden jako jáma hluboká méně než 1 metr, která je vyplněna odspodu nejprve pískem a potom štěrkem, popřípadě plastovým drenážním systémem z dren bloků. Staví se v dostatečné vzdálenosti od budovy a pokud je to možné, po svahu pryč od budovy. Voda, která se má „ztratit“, se zavádí do štěrkové vrstvy. Nad tuto se ukládá buď opět písek a pak hlína, nebo rovnou hlína. Plocha nad trativodem se většinou zatravňuje.
Trativod u dopravních staveb se používá především pro odvodnění zemní pláně, nebo pro snížení hladiny podzemní vody. Ke stavbě takového trativodu se obvykle používají perforovaná plastová potrubí.
Obdobným řešením je drenáž, která však vodu odvádí do nějakého recipientu (například kanalizace či vodní tok).